# Петраківська Юлія Федорівна
Юлія Федорівна Петраківська (16 (29) жовтня 1900, Київ — 25 червня 1969, Київ) — український радянський педагог, методист дошкільного виховання, заслужений вчитель Української РСР (з 1957). 

## Біографія
Народилася 1900 року в Києві. З 1916 працювала в дитячих садках Києва. 1929 року закінчила Київський інститут народної освіти. У 1924-1967 роках очолювала дитячий садок №1 «Орлятко» заводу «Арсенал». Автор низки методичних праць із дошкільної педагогіки. За роки роботи в дитячому дошкількому закладі Юлія Петраківська розробила унікальну систему роботи дошкільного закладу, досвід якого став відомий не лише освітянам Радянського Союзу, а й педагогам інших країн, зокрема Ірану, Японії, Китаю, Греції, Сполучених Штатів Америки.    
Дитячий садок заводу «Арсенал» під її керівництвом був експериментальним майданчиком для наукових досліджень українського науково-дослідного інституту педагогіки, на його базі проводилась апробація програм з виховання дітей дошкільного віку та експериментальні дослідження з удосконалення навчально-виховного процесу. Зокрема, у дитячому садку було створено розвивальне середовище для загартування дитячого організму та проведення профілактичних заходів із запобігання захворюванням. Велика увага приділялась організації дозвілля дітей протягом дня, що включає різні види ігор, працю в природі, читання художніх творів та участь у театралізованих заходах, святах та розвагах.  
За роки роботи під керівнитвом Юлії Федорівни дошкільний заклад був відзначений багатьма нагородами і медалями ВДНГ СРСР та УРСР, Почесною грамотою заводу «Арсенал» та ін.  
Померла 25 червня 1969 року в Києві.

## Нагороди
- Заслужений вчитель Української РСР (1957)

- Орден «Знак Пошани»
- Медаль А. С. Макаренка та ін..